# Naím Sibara
Julio Mario Sibara(Luan Toro, provincia de La Pampa; 17 de junio de 1966), conocido artísticamente como Naím Sibara o El Turco Naím, es un actor, comediante y músico argentino. Mayormente conocido por sus participaciones en los programas de televisión humorísticos Videomatch y Showmatch.

## Biografía
Es hijo de Julio Sibara y Alicia Secchiari. Tiene dos hermanos, Yemil Sibara y Carolina Pettinati. 
Siendo niño, con su familia se mudaron a la localidad de Lomas de Zamora, en el Gran Buenos Aires, donde se crio. Estudió teatro en el conservatorio de Buenos Aires.

## Carrera
Desde 1996 hasta 2004, participaba en el programa de humor Videomatch, conducido por Marcelo Tinelli. Se destacó en sketches como La Mesa de Andrea, "El Cantante de protesta" y también como cantante no profesional de Tango. [cita requerida]
Trabajó junto a Tinelli hasta los inicios de la temporada 2006 de Showmatch, luego con la irrupción de la sección "Bailando por un sueño" se desvinculó del mismo y trabajó en obras teatrales de revista como El Champán las pone mimosas, en el año 2006, producida por Gerardo Sofovich. Cubrió para Showmatch el mundial Alemania 2006, además de participar en Le referí cornud, otra obra teatral, y en la telenovela Gladiadores de Pompeya, con el personaje de El negro.
En el año 2008 se produjo su debut cinematográfico con su participación en el filme 100% lucha, la película.
Con el regreso de la sección de humor a Showmatch, en el 2009, el Turco Naím regresó al personal de Tinelli, volviendo a grabar sus clásicas coberturas desde la tribuna en partidos de fútbol, así como también participando en el segmento Tangueros y de Gran Cuñado 2009, donde imitó al entonces secretario de Comercio Guillermo Moreno. En ese mismo año, incursiona en el género radial, con el programa Noches Turcas y se incorpora al personal de la agencia Multitalent Agency, a la que también pertenece su mujer, y en ella realiza un par de campañas publicitarias.
En el verano 2009-2010, participa de la obra de teatro Livin la viuda loca, con Florencia de la V, en Villa Carlos Paz, provincia de Córdoba. También en el 2010 comienza a presentarse con su banda, "Gin Tonic", en diferentes locaciones y programas televisivos. Crea su propia productora, en el 2010, Siamés producciones que junto a su mujer y una productora israelí, Amja TV, comienzan a realizar el piloto de la serie Minou. Además integra el jurado del programa conducido por Gabriel Corrado, El referí del matrimonio.
En mazo del 2011, "El Turco", al finalizar El referí del matrimonio, es convocado para integrarse al programa Animales sueltos, conducido por Alejandro Fantino. Además participa en el rodaje de "El secreto de Lucía", película dirigida por Becky Garello y protagonizada por Emilia Attias, Carlos Belloso y Tomás Pozzi.
En 2012 y 2013 se incorpora al elenco de "La pelu", donde interpreta a Naím, el enamorado de Flor (Florencia de la V). En el 2014 participó del unitario Viento Sur y de la telenovela Camino al amor. En 2015 protagonizó Cazados, junto a Damián de Santo y en 2016 interpretó a Palomo en Educando a Nina. En el 2017 participa de Por amarte así, interpretando a Pablo.
Desde 2017 coconduce el programa de televisión Cocinando para vos junto a Maru Botana por la pantalla de América TV. En 2020 participa del programa "Chef a Domicilio", por la pantalla de Discovery Home & Health.

## Vida personal
Desde 2009 está casado con la actriz Emilia Attias, con quien tiene una hija, Gina, nacida en 2016. Se separaron en 2024.

## Trabajos

### Cine
| Año  | Película                           | Personaje | Dirección         |
| ---- | ---------------------------------- | --------- | ----------------- |
| 2008 | 100% Lucha, la película            | Aquiles   | Juan Iribas       |
| 2011 | El secreto de Lucía                | Nacho     | Becky Garello     |
| 2014 | Aire libre                         | Otero     | Anahí Berneri     |
| 2016 | Operación México, un pacto de amor | Bonasso   | Leonardo Bechini  |
| 2017 | Sólo se vive una vez               | Van Damme | Federico Cueva    |
| 2021 | Esencial                           | Marcos    | "WHO"             |
| 2021 | Una sola noche                     | Horacio   | Luis Hitoshi Díaz |

### Teatro
| Año  | Obra                        |
| ---- | --------------------------- |
| 2006 | El Champán las pone mimosas |
| 2007 | Le referí cornud            |
| 2010 | Livin la viuda loca         |

### Televisión
| Año       | Programa                      | Personaje/Rol                     | Canal                   |
| --------- | ----------------------------- | --------------------------------- | ----------------------- |
| 1996-2004 | Videomatch                    | Humorista                         | Telefe                  |
| 2005-2006 | Showmatch                     | Humorista                         | Canal 9 / Canal 13      |
| 2006      | Gladiadores de Pompeya        | "El Negro"                        | Canal 9                 |
| 2009      | Showmatch                     | Humorista                         | Canal 13                |
| 2010-2011 | El réferi del matrimonio      | Panelista                         | Telefe                  |
| 2011      | Animales sueltos              | Panelista / humorista             | América TV              |
| 2011      | Bailando por un sueño 2011    | Reemplazo de Tito Speranza        | Canal 13                |
| 2011      | Tiempo de pensar              | Carlos Episodio: "Segundo fatal"  | TV Pública              |
| 2011      | Adictos                       | Cacho Episodio: "No estamos bien" | Canal 10                |
| 2012-2013 | La pelu                       | Naím                              | Telefe                  |
| 2014      | Viento Sur                    | Juan Fucks Episodio: "El marucho" | América TV              |
| 2014      | Camino al amor                | Jorge “Delirio” Tremes            | Telefe                  |
| 2015      | Cazados                       | Eugenio Sosa                      | América TV              |
| 2015      | Pan y vino                    | Roberto                           | América TV              |
| 2016      | Educando a Nina               | Palomo                            | Telefe                  |
| 2017      | Por amarte así                | Pablo                             | Telefe                  |
| 2020      | Chef a domicilio              | Participante                      | Discovery Home & Health |
| 2020      | Victoria, psicóloga vengadora | Edy                               | Prime Video             |
| 2023      | DT, la misión                 | Bubby                             | Canal 7                 |
| 2025      | Los MacAnimals                | Melquíades                        | Disney Channel          |

### Conducción
| Año       | Programa           | Canal      |
| --------- | ------------------ | ---------- |
| 2017-2018 | Cocinando para vos | América TV |

### Radio
| Año  | Programa      | Rol     |
| ---- | ------------- | ------- |
| 2009 | Noches Turcas | Locutor |

### Videoclips
| Año  | Canción                  | Artista   |
| ---- | ------------------------ | --------- |
| 2010 | La Argentina está barata | Gin Tonic |